# Vincent Auriol
Vicent Auriol (27. srpna 1884, Revel – 1. ledna 1966, Paříž) byl francouzský politik a 16. prezident Francouzské republiky.

## Biografie
Vincent Auriol se narodil 27. srpna 1884 do rodiny pekaře v Revelu. V roce 1905 získal magisterský diplom práv (posléze i doktorát) a pracoval jako advokát v Toulouse. Byl zastánce nově vzniklé SFIO (předchůdce dnešní Parti socialiste) již od jejího vzniku v roce 1908 a založil deník Le Midi socialiste (volně lze přeložit jako Socialistický Jih).
Roku 1911 se oženil s Michelle Aucoutuier (1895–1979). Měli spolu syna Paula (1919–1992), jehož manželkou se stala francouzská letkyně Jacqueline Auriol.
V letech 1914 až 1940 působil jako poslanec za Muret, jehož byl od roku 1925 starostou. Jako tajemník socialistického klubu v Poslanecké sněmovně (od roku 1928) se stal postupně finančním expertem SFIO a postupně i jedním z jejich hlavních vůdců.
V letech 1924 až 1926 předsedal finanční komisi Poslanecké sněmovny. Stal se i ministrem financí v době vlády Národní fronty a nesouhlasil s mnichovskými dohodami. Je jedním z osmdesáti poslanců, kteří 10. července 1940 volili proti udělení plné moci maršálu Pétainovi.
V září stejného roku byl zatčen a vězněn. V dopise Léonu Blumovi však vyslovuje naději a osobní jistotu, že demokratické mocnosti porazí nacistické i fašistické režimy. V srpnu 1941 je ze zdravotních důvodů propuštěn do domácího vězení, kde píše revoluční spis Včera a zítra (Hier et demain, parafráze Vernovy sbírky), který vyslovuje nemožnost setrvání v pravidlech třetí republiky a nastiňuje tím základ pro vývoj institucí republiky čtvrté. Postupně se mu ze svého domácího vězení daří navázat kontakt se socialistickým rezistenty; sám tajně vstoupí do francouzského Odboje a v roce 1943 se mu podaří přeletět do Londýna. V roce 1944 se stane prezidentem finanční komise Alžírska a poradcem generála de Gaulla.
V roce 1946 byl jmenován předsedou prvního, posléze i druhého Ústavodárného shromáždění, v roce 1947 se pak stává prvním prezidentem čtvrté francouzské republiky.

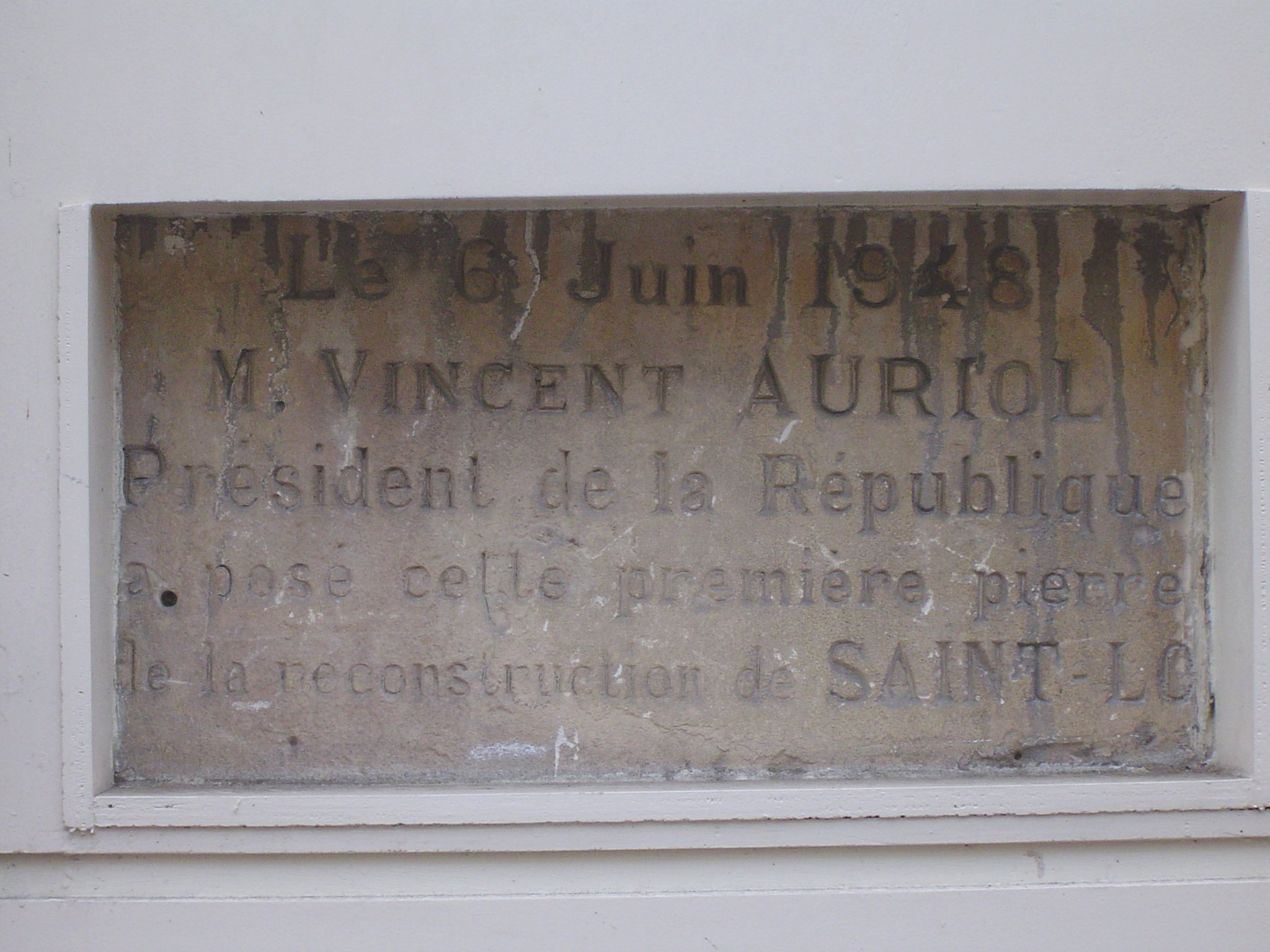
Pamětní deska v Saint-Lô

Kvůli sporu s Guyem Molletem, opouští SFIO a v roce 1958 využívá své pozice prezidenta a historického vůdce socialismu, aby založil sjednocenou stranu PSA (Parti socialiste autonome, založenou na základě souhlasu stran Socialistické internacionály).
V roce 1959 se stal členem Ústavní rady, ale od roku 1960 se neúčastnil schůzí jako protest na několik zákonů tehdejšího prezidenta Charlese de Gaulla, jejichž prosazení bez konzultace Ústavní rady považoval za výkon osobní moci a za protiřečící principům demokracie. V roce 1962 se však účastnil schůze, aby pomohl prosazení zákona o přímé volbě prezidenta. Jeho posledním činem bylo veřejné vyzvání k volbě Françoise Mitterranda při prezidentských volbách v roce 1965.
Vincent Auriol zemřel přirozenou smrtí 1. ledna 1966 v Paříži, byl pohřben v Muret, v departementu Haute-Garonne.